# Fraser's Magazine
Pour les articles homonymes, voir Fraser.

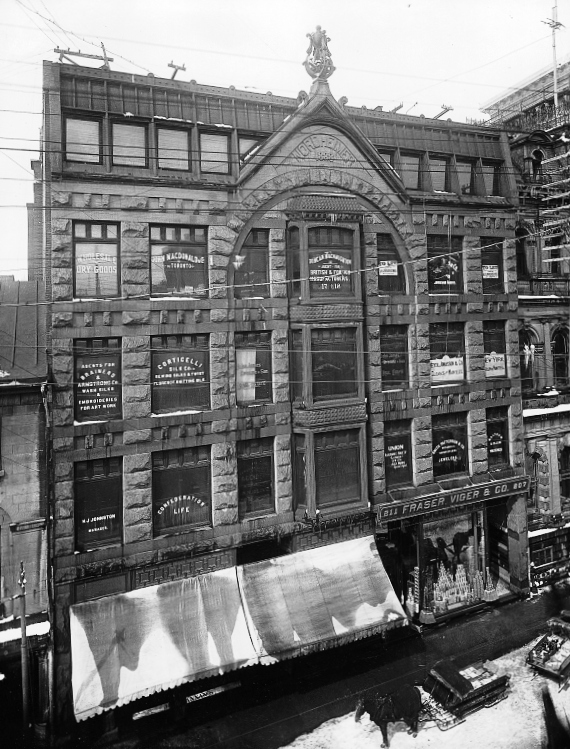

 Fraser's Magazine for Town and Country est le titre d'un  magazine général et littéraire qui parut à Londres de 1830 à 1882 et dont la politique éditoriale fut initialement alignée sur celle du parti conservateur Tory.
Fondé par Hugh Fraser et William Maginn en 1830, il fut pendant une dizaine d'années placé sous la direction de Maginn puis de Francis Mahony qui apparaissaient sous un pseudonyme : Oliver Yorke.
Dans les premières années de parution du journal, son rédacteur en chef James Fraser (qui n'avait aucun lien de parenté avec Hugh Fraser) joue un rôle de premier plan dans le recrutement des contributeurs et l'impression du journal. Après sa mort en 1841, le magazine est racheté par George  William Nickisson. En 1847 il devient la propriété de John William Parker, puis des éditions Longman. Son dernier rédacteur en chef important a été James Anthony Froude (1860-1874).
Parmi les auteurs publiés dans le Fraser's Magazine, figurent notamment Robert Southey, Thomas Carlyle, William Makepeace Thackeray, Thomas Medwin, James Hogg, William Mudford et John Stuart Mill.
Le magazine cesse de paraître en 1882.